# Racovița (Timiș)
Pour l’article homonyme, voir Racovița.
Racovița (en hongrois : Rakovica, en allemand : Rakowitza) est une commune du județ de Timiș en Roumanie.